# Zaouiet Sousse
Ne doit pas être confondu avec Sousse ou Hammam Sousse.
Zaouiet Sousse est une ville de Tunisie située dans la région du Sahel.
Organisé autour d'une zaouïa, sa croissance et sa proximité de la capitale du Sahel l'ont intégré dans l'agglomération du Grand Sousse. Sousse elle-même se trouve à six kilomètres au nord, Messaadine et Ksibet Thrayet au sud, Sidi Abdelhamid à l'est et les cités Erriadh et Ezzouhour à l'ouest.
Rattachée administrativement au gouvernorat de Sousse, elle constitue une municipalité comptant 20 681 habitants en 2014.
Elle constitue un bourg agricole essentiellement centrée sur l'oléiculture (olives) et l'élevage bovin. Elle constitue par ailleurs un important producteur de lait, acheminé depuis un centre de collecte vers les laiteries de Sidi Bou Ali.